# Trenčianska Teplá
Trenčianska Teplá je naseljeno mjesto u okrugu Trenčín u  Trenčínskom kraju u Slovačkoj.

## Stanovništvo
| Godina:     | 1993. | 2003.   | 2013.   | 2023.   |
| ----------- | ----- | ------- | ------- | ------- |
| Broj ljudi: | 3772  | 3905    | 4168    | 4190    |
| Razlika:    |       | +3,52 % | +6,73 % | +0,52 % |

| Godina:     | 2022. | 2023.   |
| ----------- | ----- | ------- |
| Broj ljudi: | 4177  | 4190    |
| Razlika:    |       | +0,31 % |

Prema podacima o broju stanovnika iz 2023. godine naselje je imalo 4190 stanovnika.

## Vanjske poveznice
|  | Zajednički poslužitelj ima još gradiva o temi Trenčianska Teplá |

- Službena stranica naselja (sl.)